# Historia de Kazajistán
Los primeros habitantes de lo que hoy es Kazajistán fueron el pueblo Saka, una tribu nómada llegada de Rusia en el siglo V a. C. Los turcos, procedentes de Mongolia, dominaron la zona desde el siglo V d. C., especialmente en la zona sur, hasta que las huestes de Gengis Kan tomaron su lugar en el siglo XIII. A su muerte en 1227, Gengis Khan dividió el imperio entre sus dos hijos, quedando Kazajistán dividida.

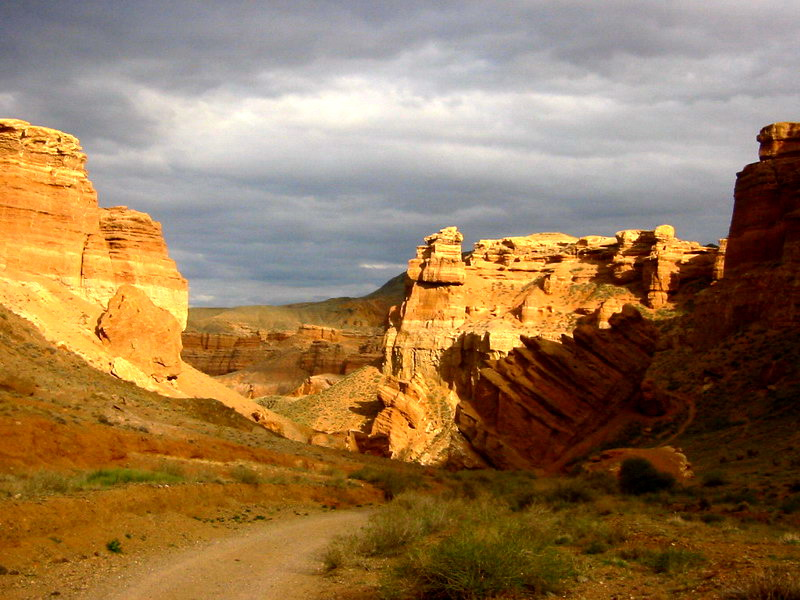
Cañón de Sharyn, lugar de asentamiento de los primeros pobladores.

Los uzbekos, un grupo de turco-mongoles islamizados, derrotaron a los herederos de Gengis Khan en el siglo XIV y ocuparon todo el territorio de Kazajistán hasta que se dividieron. Los que fueron al sur fundaron lo que hoy es Uzbekistán, mientras que los del norte siguieron siendo nómadas y dieron origen a los kazajos. En 1742, en su lucha contra el pueblo de Oyrat, los kazajos buscaron la protección del Imperio ruso, que a partir de ese momento jugaría un papel primordial en la historia de Kazajistán.

## DelsigloIalsigloVIII
A principios del primer milenio, las estepas al este del Caspio estaban habitadas y asentadas por una variedad de pueblos, principalmente nómadas que hablaban lenguas indoeuropeas y lenguas urales, incluidos los alanos, aorsi, Budini, Issedones / Wusun, Madjars, Massagetae, y Sakas. Los nombres, las relaciones y los constituyentes de estos pueblos eran a veces fluidos e intercambiables. Algunos de ellos formaron estados, incluyendo Yancai (al noroeste del Mar de Aral) y Kangju en el este. A lo largo de varios siglos, el área fue dominada por el turco y otras lenguas exógenas, que llegaron con invasores y colonos nómadas del este.
Tras la entrada de los hunos, muchos de los habitantes anteriores emigraron hacia el oeste hacia Europa, o fueron absorbidos por los hunos. En el año 91 d. C., según Tácito, los hunos habían llegado a la depresión de Turan, incluida la región de Atyrau (noroeste de Kazajistán). El foco del Imperio Huno se movió gradualmente hacia el oeste desde las estepas hacia Europa del Este.
Durante algunos siglos, los acontecimientos en el futuro de Kazajistán no son claros y con frecuencia son objeto de especulación basada en cuentos populares míticos o apócrifos, populares entre varios pueblos que emigraron hacia el oeste a través de las estepas.
Desde mediados del siglo II, el pueblo Yueban, una rama del Xiongnu y por lo tanto posiblemente conectado a los hunos, estableció un estado en el extremo oriental de Kazajistán.
Durante los siguientes siglos, pueblos como los Akatziri, los ávaros (más tarde conocidos como ávaros panonios; que no deben confundirse con los ávaros del Cáucaso), los sabires y los búlgaros emigraron a través del área hacia el Cáucaso y Europa del Este.
A principios del siglo VI, el protomongol Kanato de Rouran había anexionado áreas que formaban parte del este de Kazajistán.
Los Göktürks, un pueblo turco que anteriormente estaba sujeto a los Rouran, emigraron hacia el oeste, empujando los remanentes de los hunos hacia el oeste y hacia el sur. A mediados del siglo VI, las estepas de Eurasia Central habían sido controladas por el Kanato Turco, también conocido como el Kanato Göktürk. Unas décadas más tarde, una guerra civil provocó la división del kanato y el establecimiento del Kanato turco occidental, bajo las tribus Onogur y el Kanato turco oriental (bajo los Göktürks). En 659, el Kanatoe Turco occidental fue aniquilado por el Imperio Tang. Hacia el final del siglo séptimo, los dos estados se reunieron en el segundo Kanato Turco. Sin embargo, el Kanato comenzó a fragmentarse sólo unas pocas generaciones después.
En 766, se fundó el estado  Oghuz Yabgu (Oguz il), con su capital en Jankent, que llegó a ocupar la mayor parte de la parte posterior de Kazajistán. Fue fundado por los refugiados Oguz  del vecino Kanato Turgesh. Los Oguz perdieron la lucha con los Karluks por el control de Turgesh, otros clanes Oguz emigraron desde el Zhetysu controlado por Turgesh a las montañas Karatau y el valle Chu, en la cuenca Issyk Kul.

## DelsigloVIIIalsigloXV
En los siglos VIII y IX, los árabes conquistaron partes del sur de Kazajistán e introdujeron el islam. Los turcos Oghuz controlaron el oeste de Kazajistán desde el siglo IX hasta el siglo XI; los pueblos kimak y kipchak, también de origen turco, controlaban el este aproximadamente al mismo tiempo. A su vez, los cumanos controlaron el oeste de Kazajistán desde alrededor del siglo XII hasta la década de 1220. El gran desierto central de Kazajistán todavía se llama Dashti-Kipchak, o la Estepa Kipchak.
Durante el siglo IX, la confederación Qarluq formó el estado Qarajánida, que conquistó Transoxiana (el área al norte y al este del río Oxus, el actual Amu Darya). A principios del siglo XI, los qarakánidos lucharon constantemente entre sí y con los turcos seljuk al sur. Los Qarakhanids, que se habían convertido al Islam, fueron conquistados en la década de 1130 por los Kara-Khitan (un pueblo mongol que se mudó al oeste del norte de China. A mediados del siglo XII, un estado independiente de Khorazm a lo largo del río Oxus se separó del debilitamiento Karakitai, pero la mayor parte del Kara-Khitan duró hasta la invasión mongol de Genghis Khan desde 1219 hasta 1221.
Después de la captura mongol de Kara-Khitan, Kazajistán cayó bajo el control de una sucesión de gobernantes de la Horda de Oro (la rama occidental del Imperio Mongol). La horda, o jüz, es similar a la tribu o clan actual. A principios del siglo XV, la estructura dominante se había dividido en varios grupos grandes conocidos como kanatos, que incluían la Horda Nogai y el Khanato kazajo.

## Kanato kazajo (1465–1731)
El Kanato kazajo fue fundado en 1465 en la región de Zhetysu en el sureste de Kazajistán por Janybek Khan y Kerey Khan. Durante el reinado de Kasym Khan (1511-1523), el kanato se expandió considerablemente. Kasym Khan instituyó el primer código de leyes de Kazajistán, Qasym Khannyn Qasqa Zholy, en 1520. El kanato se describe en textos históricos como el Tarikh-i-Rashidi (1541–1545) por Muhammad Haidar Dughlat y Zhamigi-at-Tavarikh (1598–1599) por Kadyrgali Kosynuli Zhalayir.
En su apogeo, el kanato gobernó porciones de Asia Central y Cumania. Nómadas de Kazajistán asaltaron territorios rusos en busca de esclavos. Entre los kans kazajos destacados se encontraban Haknazar Khan, Esim Khan, Tauke Khan y Ablai Khan.
El Kanato kazajo no siempre tuvo un gobierno unificado. Los kazajos se dividían tradicionalmente en tres grupos, o zhuzes: senior, middle y junior. Los zhuzes tenían que aceptar tener un kan común. En 1731, no había un fuerte liderazgo kazajo; los tres zhuzes se incorporaron uno por uno en el Imperio ruso, y el kanato dejó de existir.

## Presencia rusa

Bandera de la RSS de Kazajistán

Escudo de la RSS de Kazajistán

Los rusos fueron paulatinamente expandiendo su imperio y estrechando su control de Kazajistán, hasta que en 1854 fundaron un fuerte en lo que hoy es Almatý. Los zares oprimieron con dureza a los kazajos en sus deseos de independencia. Los líderes independentistas apoyaron a los bolcheviques en la Revolución de Octubre de 1917, lo que no redundó en el cumplimiento de sus aspiraciones: el país pasó a formar parte de la Unión de Repúblicas Socialistas Soviéticas (URSS), y a final de los años 1920 se procedió a "desnomadizar" a los Kazajos y a convertirlos en campesinos en las nuevas granjas colectivizadas.
Kazajistán comenzó a ser poblada con rusos de otras provincias y a servir de campo de concentración y de exilio para los inconformes, aparte de convertirse en el territorio para las pruebas y almacenamiento de armamento nuclear.

## La Independencia
En 1989 Kazajistán organizó por primera vez una gran protesta contra la URSS debido a las pruebas nucleares, que hubieron de ser suspendidas. Nursultán Nazarbáyev, un kazajo próximo a los rusos tomó el poder en 1990 y la ha gobernado desde entonces como Presidente de la República. No estuvo de acuerdo con la disolución de la URSS en 1991, y Kazajistán fue la última república en declarar su independencia. La democracia ha sido muy limitada, con los grupos nacionalistas sometidos y el parlamento disuelto por el mismo Nazarbáyev en 1995, ya que obstruía sus políticas económica y étnica.
El país está dirigido básicamente por antiguos comunistas, pero tras la independencia, las políticas liberales de Nazarbáyev han ganado popularidad y ayudas de los gobiernos occidentales.